# Jeremy Morgan
Jeremy Morgan (Coralville, 8 maggio 1995) è un cestista statunitense.

## Biografia
Ha giocato quattro stagioni per la squadra del college University of Northern Iowa (2013-2017). Dopo essere stato scelto nel Draft NBA 2017, ha partecipato alla NBA Summer League con i Memphis Grizzlies.
Il 9 luglio 2017 firma il suo primo contratto da professionista con i Memphis Grizzlies con i quali giocherà per due partite in preaseason, prima di essere assegnato durante la stagione 2017-18 nei ranghi della loro affiliata, i Memphis Hustle della NBA G. Lega con colui che giocherà 32 partite e segnerà 7,84 punti a partita.
Il 21 agosto 2018 ha firmato con Kouvot Kouvola del Korisliiga con il quale ha giocato 55 partite, con una media di 12,36 punti a partita.
Nel novembre 2019 viene confermato il suo acquisto per i Crailsheim Merlins della Bundesliga.
Nella stagione 2021-22, firma per il club tedesco Telekom Baskets Bonn, sempre in Bundesliga.

## Palmarès
- Basketball Champions League: 1

Bonn: 2022-23